# Lasiurus arequipae
Lasiurus arequipae — вид рукокрилих ссавців родини лиликових (Pteropodidae).

## Поширення
Ендемік Перу. Описаний з трьох екземплярів, що спіймані на південному заході країни. Живе в узбережній пустелі та на західних схилах Анд.

## Назва
Назва виду L. arequipae походить від міста Арекіпа.